# Concetta Castilletti
Concetta Castilletti (Ragusa, 11 gennaio 1963) è una biologa italiana.
Specializzata in microbiologia e virologia, fa parte del team di ricercatrici del INMI che a febbraio 2020 ha isolato il SARS-CoV-2, insieme a Francesca Colavita e Maria Rosaria Capobianchi. La sequenza parziale del virus, denominato 2019-nCoV/Italy-INMI1, è stata depositata nel database GenBank.

## Biografia
Originaria di Ragusa, si è laureata all'Università degli Studi di Catania e in seguito si è specializzata all'Università "La Sapienza" di Roma dove ha conosciuto Maria Rosaria Capobianchi e il professor Ferdinando Dianzani, a cui riconosce il merito di avere alimentato la sua passione per la ricerca.  Ha condotto studi di ricerca su SARS, Ebola, influenza suina e chikungunya.